# Klan Kwieków
Klan Kwieków – polski klan romski, znany przede wszystkim ze swoich starań o przywrócenie instytucji króla cygańskiego w Polsce. Należy do grupy Kełderaszy, przybył do Polski z Rumunii. Zdobył znaczne wpływy w okresie międzywojennym, polegając przy tym na dobrych relacjach z władzami sanacyjnymi. Silnie skonfliktowany wewnętrznie, wydał licznych rywalizujących ze sobą pretendentów do romskiej korony. Skupił wokół siebie reformistów, opowiadał się za utworzeniem romskiego państwa narodowego. Dotknięty silnie przez wydarzenia II wojny światowej, po jej zakończeniu osiedlił się między innymi na ziemiach odzyskanych oraz we Francji. Jego znaczenie i poczynania pozostają przedmiotem debat wśród badaczy romskiej historii.

## Pochodzenie, struktura oraz kontekst społeczny
Jest klanem kełderaskim. Wywodzi się zatem z jednej z największych grup romskich, liczącej wedle niektórych źródeł blisko milion członków, żyjących w rozmaitych krajach. Grupa ta wyróżnia się na tle innych grup Romów polskich dzięki swej zróżnicowanej strukturze społecznej, którą tworzy sieć silnie zhierarchizowanych rodów. Na ziemie polskie przybył z Rumunii, po tym gdy w kraju tym w XIX wieku zniesiono niewolnictwo. Nie stanowi klanu w ścisłym znaczeniu tego słowa. Nie wszystkie osoby z nim wiązane mogą się bowiem poszczycić wspólnym przodkiem. Niektóre zwyczajnie przyjmowały to nazwisko, pragnąc w ten sposób uwiarygodnić i usprawiedliwić własne ambicje polityczne.
Klan Kwieków zdobył znaczne wpływy w odradzającym się po 1918 państwie polskim. Wśród czynników, które pozwoliły mu na osiągnięcie przewagi nad innymi grupami Romów, wymienia się te natury ekonomicznej oraz strukturalnej. W obrębie kełderaskiego społeczeństwa funkcjonowała bowiem specyficzna hierarchia wójtów, w której interesie było stałe poszerzanie własnej strefy wpływów. Niektórzy Kwiekowie dzięki działalności gospodarczej zdobyli znaczny majątek. Wspominany poniżej Michał II posiadał fabrykę kotłów w Poznaniu, w której zatrudniał od 400 do 500 romskich robotników.
Działalność tego rozległego klanu bywa uznawana za najważniejszy element aktywności społecznej polskich Romów w dwudziestoleciu międzywojennym. Bardzo wyrazistym przejawem politycznej siły oraz przywódczych aspiracji Kwieków było wskrzeszenie przez nich instytucji króla cygańskiego. Odwoływała się ona do tradycji obecnej w I Rzeczypospolitej, w XX wieku była niemniej łączona niemal wyłącznie właśnie z Kwiekami. Dążenie do uzyskania własnej reprezentacji przez polskie środowiska romskie, zręcznie wykorzystane przez klan, nie jest przy tym zjawiskiem odosobnionym. Wzmożona aktywność grup romskich była wówczas zauważalna również w Rumunii, gdzie powstał ruch na rzecz zjednoczenia wszystkich Romów.

## Aktywność publiczna w II Rzeczypospolitej

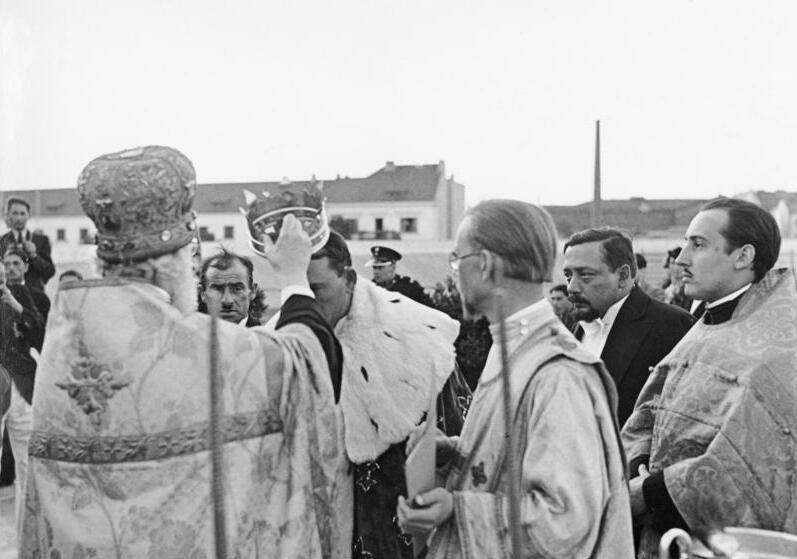
Koronacja Janusza Kwieka na króla (1937)

Wskrzeszony z inicjatywy Kwieków tron romski oraz związana z nim władza i wpływy były obiektem zaciekłej rywalizacji. Donosiła o niej regularnie polskojęzyczna prasa, często używając języka niepozbawionego sensacyjnego zabarwienia. Początek szerszej obecności tej kwestii w obiegu informacyjnym datuje się na drugą połowę lat dwudziestych. O zainteresowanie oraz rozgłos medialny zabiegali zresztą sami Romowie, organizując w tym celu spektakularne zjazdy wyborcze czy też ceremonie koronacyjne. Do tytułu królewskiego w dwudziestoleciu międzywojennym pretensje zgłaszali chociażby Michał I, Michał II, Bazyli czy Janusz. W literaturze pojawiają się też takie postacie jak Jan czy Wasyl. Inni Kwiekowie, w tym Matejasz, preferowali alternatywne, bardziej współczesne modele przywództwa. Między grupami popierającymi poszczególnych kandydatów często dochodziło do bójek, a same starcia porównywano niekiedy do porachunków mafijnych.
Klan skupił wokół siebie środowiska reformistyczne. Niezależne od trapiących go silnych podziałów wewnętrznych prezentował dosyć spójne postulaty. Poszczególni kandydaci do tronu zgodnie zapewniali o swojej lojalności wobec państwa polskiego, przedstawiali plany walki z przestępczością wewnątrz macierzystej społeczności oraz wspierali projekty dążące do zerwania przez Romów z koczowniczym trybem życia. Z ostatnim postulatem wiąże się zresztą przychylność Kwieków wobec czerpiącej inspiracje z syjonizmu koncepcji Romanestanu, romskiego państwa narodowego. W zależności od tego, który z królewskich pretendentów wypowiadał się na ten temat, oraz od przedziału czasowego umiejscawiano je w rozmaitych kontekstach geograficznych. Józef Kwiek w 1934 zwrócił się do Ligi Narodów z prośbą o przyznanie Romom terenów na południu Afryki, na obszarze dzisiejszej Namibii. Michał II proponował utworzenie takiego organizmu w Indiach, które uznawał za właściwą ojczyznę ruchu cygańskiego. Również Michał II poszukiwał dla Romów miejsca w Afryce, za szczególnie korzystną dla akcji osadniczej uznając Ugandę. Janusz Kwiek widział z kolei możliwość państwowotwórczej aktywności Romów na terytorium podbitej przez wojska faszystowskich Włoch Etiopii. Wzywał też do przyznania Romom reprezentacji w Lidze Narodów. Zdarzały się także projekty umiejscawiające proponowane państwo romskie w Europie, chociażby na Polesiu.
Monarchiczne dążenia jego przedstawicieli nie znalazły uznania wśród znacznej części dłużej osiadłych w Polsce Romów. Jednocześnie niektórzy Kwiekowie posiadali stosunkowo liczne, kilkunastotysięczne grono zwolenników. Klan cieszył się poparciem obozu piłsudczykowskiego, rządzącego Polską od 1926. Był przez niego traktowany jako w zasadzie jedyny podmiot przynależny do ówczesnej elity romskiej, z którym można było prowadzić pełnoprawny dialog. Poparcie to uwidaczniało się w rozmaitych gestach o symbolicznej wymowie. Na ceremonii wyboru na romski tron Michała II obecny był marszałek Józef Piłsudski.

## II wojna światowa
II wojna światowa oraz przeprowadzona przez nazistów masowa eksterminacja ludności romskiej wpłynęły w oczywisty sposób również i na losy klanu Kwieków. W lipcu 1942 niemieccy żandarmi korzystający ze wsparcia polskich policjantów wymordowali 19 Romów, głównie należących do Kwieków, w małopolskiej Bielczy. Inne źródło, odnosząc się do tej samej zbrodni, podaje znacznie wyższą liczbę ofiar, bo przynajmniej 41 osób. Za pretekst do dokonania zbrodni posłużyły rzucane pod adresem Romów oskarżenia o kradzież. Janusz Kwiek, koronowany w 1937 pretendent do romskiego tronu, miał zginąć w Bełżcu lub w Auschwitz. Nie jest to jednak do końca potwierdzone w dostępnym materiale źródłowym. Inny przedstawiciel klanu, Rudolf Kwiek, kolaborował z niemieckimi władzami okupacyjnymi, dostarczając im informacje pomagające w zlokalizowaniu i uchwyceniu Romów. Niekiedy towarzyszył także funkcjonariuszom Gestapo podczas nalotów na siedliska romskie. W 1947 zasiadł na ławie oskarżonych w Sądzie Okręgowym w Warszawie, został wszakże uniewinniony od stawianych mu zarzutów w procesie, którego prawidłowy przebieg budził poważne wątpliwości.

## Okres powojenny
Zakończenie działań wojennych pozwoliło członkom klanu na powrót do normalnego funkcjonowania. Ostatni Kwiek uznawany za króla, Rudolf, zrezygnował z tytułu krótko po zakończeniu II wojny światowej, na fali przemian ustrojowych. Ogłosił się przy tym prezydentem Cyganów oraz przewodniczącym Światowej Rady Romów. Organizacja ta nie podjęła w zasadzie żadnej działalności, formalnie istniała niemniej aż do śmierci swego założyciela w 1964. Równolegle z tymi strukturami funkcjonowała też grupa uznająca zwierzchnictwo Katarzyny Kwiek, zwanej także Zambilą. Była ona jedyną siostrą Janusza. Po śmierci tak jego, jak i swoich sześciu braci nie przyjęła wprawdzie tytułu królewskiego, była niemniej tak zwaną władzą honorową. Cieszyła się poważaniem przynależnym zazwyczaj mężczyznom, miała też prawo brania udziału w obradach krisu, kełderaskiego sądu zwyczajowego. Zmarła w 1961.
Kolejne dekady część klanu Kwieków spędziła w Polsce, osiedlając się między innymi na tak zwanych ziemiach odzyskanych, chociażby w Legnicy. Pozostali wyemigrowali do krajów zachodniej Europy. Nie porzucili zainteresowania aktywnością publiczną, we Francji wraz z Ionelem Rotaru założyli Światową Wspólnotę Romską. Organizacja ta w 1965 została zdelegalizowana przez władze francuskie. Wśród przyczyn jej problemów prawnych wymieniano żądania wypłaty Romom reparacji przez rząd niemiecki, niebędące na rękę prezydentowi Charles’owi de Gaulle’owi. W 1978 do Szwecji wyjechał na stałe Masio Kwiek, jeden z najpopularniejszych polskich piosenkarzy romskich lat 70. XX w. Zamieszkał w Sztokholmie, w 2008 założył wraz z synem Stowarzyszenie Muzyki Cygańskiej Romska Musiksallskapet.

## Ocena i znaczenie
Ocena poczynań klanu Kwieków i postaci doń zaliczanych jest kwestią złożoną. Jerzy Ficowski, pionier badań cyganologicznych w Polsce, oceniał cały klan Kwieków w sposób jednoznacznie negatywny. Proponowany przez niego model władzy uznawał za archaiczny, niewydolny oraz szkodliwy dla samej społeczności romskiej. Dodatkowo instytucję romskiej monarchii uznawał za przejaw dążeń do zdominowania rodzimych Romów polskich przez napływowych Kełderaszy.
Późniejsza literatura stara się odejść od podobnego osądu, uznając go za niesprawiedliwy i nadmiernie uproszczony. Zwraca uwagę na fakt, iż królewskie aspiracje Kwieków można uznać za przejaw tendencji zjednoczeniowych wewnątrz społeczności romskiej. Wysuwane przez nich postulaty dotyczące romskiej siedziby narodowej, reform wewnątrz społeczności czy wreszcie wiązane z nimi starania na rzecz umiędzynarodowienia kwestii romskiej można uznać za przynajmniej zalążkowy program polityczny. W wysiłkach centralizacyjnych Kwieków dostrzega się także próbę przezwyciężenia archaicznego, tradycyjnego romskiego modelu społecznego. Już po II wojnie światowej osiadły na zachodzie Europy Michał II stał za utworzeniem eksperymentalnego osiedla romskiego na przedmieściach Paryża, w Montreuil-sous-Bois. Można to uznać za choć częściowe wcielenie w życie państwowotwórczych projektów klanu formułowanych w okresie międzywojennym.